# Maciej Orzechowski
Maciej Bolesław Orzechowski (ur. 4 maja 1971 w Krotoszynie) – polski polityk, lekarz i samorządowiec, poseł na Sejm VI i VII kadencji.

## Życiorys
Ukończył studia na Akademii Medycznej, po których podjął pracę na oddziale położniczo-ginekologicznym szpitala w Krotoszynie. Następnie uzyskał specjalizację z położnictwa i ginekologii. W latach 2002–2006 pełnił funkcję radnego rady miejskiej Krotoszyna. W 2006 z ramienia Platformy Obywatelskiej został wybrany radnym sejmiku wielkopolskiego.
W wyborach parlamentarnych w 2007 uzyskał mandat poselski z listy PO. Kandydując w okręgu kaliskim, otrzymał 14 940 głosów. W wyborach w 2011 z powodzeniem ubiegał się o reelekcję, dostał 14 123 głosy. W 2015 nie kandydował na kolejną kadencję.